# Francheville (Jura)
Francheville es una localidad y comuna francesa situada en la región de Franco Condado, departamento de Jura, en el distrito de Dole y cantón de Chaumergy.

## Demografía
| 52 | 39 | 36 | 27 | 26 | 26 | 52 |
| Para los censos de 1962 a 1999 la población legal corresponde a la población sin duplicidades (Fuente: INSEE [Consultar]) |    |    |    |    |    |    |